# Palazzo Morattini

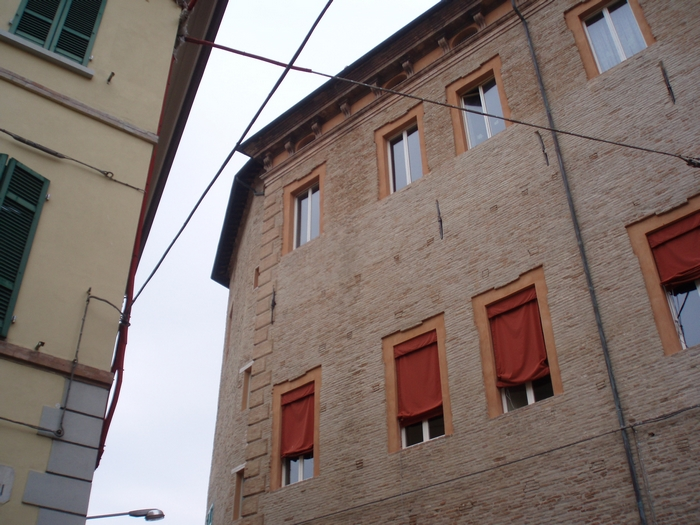
Palazzo Morattini, Westfassade

Der Palazzo Morattini ist ein Palast aus dem 16. Jahrhundert im historischen Zentrum von Forlì in der italienischen Region Emilia-Romagna. Er liegt an der Ecke von Via Piero Maroncelli und Via Silvio Pellico.

## Geschichte
Das Gebäude liegt auf dem Gelände eines Stadthauses aus der römischen Kaiserzeit, von dem man 1885 ein schwarz-weißes, geometrisches Mosaikpflaster fand, das aus der ersten Hälfte des 2. Jahrhunderts n. Chr. stammt und heute im archäologischen Stadtmuseum aufbewahrt wird.
Der Palast ist nach der Familie Morattini benannt, in deren Besitz er Ende des 16. Jahrhunderts kam. Spuren der ersten Lebensphase des Gebäudes sind heute in den Küchen zu sehen, wo man eine Galerie sehen kann, in der der alte Brunnen aufbewahrt wird, und in der Vorhalle des Innenhofes, wo einige zusammengesetzte Kapitelle aus dem 16. Jahrhundert erhalten sind. Ein zweiter Brunnen aus einer früheren Phase wurde bei Restaurierungsarbeiten im Jahre 2007 ans Licht gebracht und ist dank einer Glasabdeckung im Innenhof sichtbar.
Das heutige Aussehen des Palastes stammt aus dem 18. Jahrhundert und ist das Resultat von Zusammenlegungen und Erweiterungen. Ins Hauptgeschoss gelangt man über eine breite Treppe und der Salon mit einer Fläche von 400 m² wurde im 19. Jahrhundert mit Fresken in den Gewölben bereichert, von denen einige das Werk von Felice Giani sind.
1859 wurde der Palast Sitz der Gendarmerie des Kirchenstaates und später der Spinnerei Brasini.
Eine Steintafel in der Eingangshalle erinnert an den Besuch des italienischen Königs Umberto I. in der Spinnerei Brasini im Jahre 1888. Ein zweiter Epigraph im Eingangsbereich erinnert an den Oberstleutnant Ivo Olivetti (1895–1936), Inhaber der Medaglia d’Oro al Valor Militare (dt.: goldene Medaille für militärische Verdienste), der hier eine Zeitlang gewohnt hatte.
Seit 2004 ist der Palast Sitz der OASI (ehemals Waisenhausinstitution), die im ersten Obergeschoss untergebracht ist. 2007 wurde eine Restaurierung im Auftrag aller Eigentümer durchgeführt.